# Ministerium der Finanzen und für Wissenschaft des Saarlandes

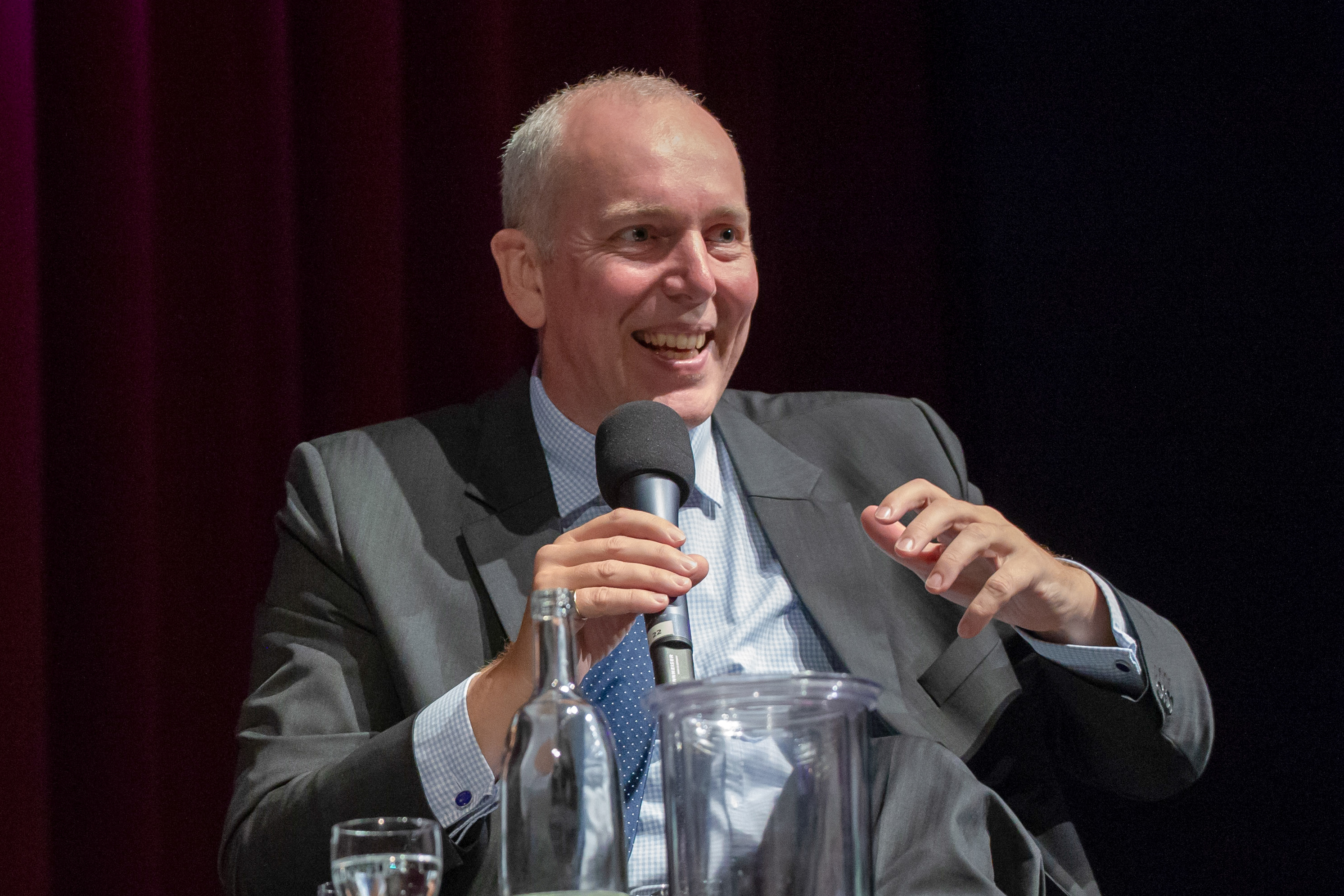
Jakob von Weizsäcker (2018)

Das Ministerium der Finanzen und für Wissenschaft ist eines von sieben  Ministerien des Saarlandes. Geleitet wird das Ministerium seit dem 26. April 2022 von Minister Jakob von Weizsäcker (SPD), Staatssekretär ist Wolfgang Förster.

## Geschichte
In der von 1946 bis 1947 amtierenden Verwaltungskommission des Saarlandes gab es noch keine Ministerien. Direktor für Finanzen war Christian Grommes. 1947 wurde das Finanzministerium dann als Ministerium für Finanzen und Forsten gegründet. 
Bis heute wechselte das Ministerium mehrfach seine Zuständigkeiten. Folgende Minister waren seit 1947 im Saarland für Finanzen zuständig: 
| Name                                            | Amtsantritt                                       | Kabinett                                   | Partei                            |
| Minister für Finanzen und Forsten               | Minister für Finanzen und Forsten                 | Minister für Finanzen und Forsten          | Minister für Finanzen und Forsten |
| ----------------------------------------------- | ------------------------------------------------- | ------------------------------------------ | --------------------------------- |
| Christian Grommes                               | 20. Dezember 1947                                 | Hoffmann I                                 | parteilos                         |
| Friedrich Reuter                                | 14. April 1951                                    | Hoffmann II                                | parteilos                         |
| Erwin Müller                                    | 23. Dezember 1952                                 | Hoffmann III                               | CVP                               |
| Paul Senf                                       | 17. Juli 1954                                     | Hoffmann IV                                | parteilos                         |
| Adolf Blind                                     | 29. Oktober 1955 10. Januar 1956                  | Welsch Ney                                 | parteilos                         |
| Manfred Schäfer                                 | 4. Juni 1957 26. Februar 1959 30. April 1959      | Reinert I Reinert II Röder I               | CDU                               |
| Ludwig Schnur                                   | 9. Februar 1960                                   | Röder I                                    | CDU                               |
| Arthur Heitschmidt                              | 17. Januar 1961                                   | Röder II                                   | FDP                               |
| Paul Senf                                       | 6. Februar 1963                                   | Röder II                                   | parteilos                         |
| Reinhard Koch                                   | 19. Juli 1965                                     | Röder III                                  | FDP                               |
| Helmut Bulle                                    | 22. Juni 1967 13. Juli 1970                       | Röder III Röder IV                         | CDU                               |
| Alfred Wilhelm                                  | 22. Februar 1973                                  | Röder IV                                   | CDU                               |
| Minister der Finanzen                           |                                                   |                                            |                                   |
| Konrad Schön                                    | 23. Januar 1974                                   | Röder V                                    | CDU                               |
| Ferdinand Behles                                | 1. März 1977 5. Juli 1979                         | Röder VI Zeyer I                           | CDU                               |
| Gerhard Zeitel                                  | 23. Mai 1980                                      | Zeyer II                                   | CDU                               |
| Edmund Hein                                     | 10. Juli 1984                                     | Zeyer III                                  | CDU                               |
| Hans Kasper                                     | 9. April 1985 21. Februar 1990                    | Lafontaine I Lafontaine II                 | SPD                               |
| Minister für Wirtschaft und Finanzen            |                                                   |                                            |                                   |
| Christiane Krajewski                            | 23. November 1994 9. November 1998                | Lafontaine III Klimmt                      | SPD                               |
| Minister für Finanzen und Bundesangelegenheiten |                                                   |                                            |                                   |
| Peter Jacoby                                    | 29. September 1999                                | Müller I                                   | CDU                               |
| Minister der Finanzen                           |                                                   |                                            |                                   |
| Peter Jacoby                                    | 6. Oktober 2004 10. November 2009 24. August 2011 | Müller II Müller III Kramp-Karrenbauer I   | CDU                               |
| Minister für Finanzen und Europa                |                                                   |                                            |                                   |
| Stephan Toscani                                 | 9. Mai 2012 17. Mai 2017                          | Kramp-Karrenbauer II Kramp-Karrenbauer III | CDU                               |
| Peter Strobel                                   | 1. März 2018                                      | Hans                                       | CDU                               |
| Minister der Finanzen und für Wissenschaft      |                                                   |                                            |                                   |
| Jakob von Weizsäcker                            | 26. April 2022                                    | Rehlinger                                  | SPD                               |

## Aufgaben
Das Ministerium ist unter anderem zuständig für:
- Steuern und Finanzämter
- Haushalt und Finanzen
- Statistik
- Zentrale Dienste
- Besoldung, Versorgung und Beihilfe
- Europa und SaarLorLux

## Nachgeordnete Behörden
Dem Ministerium sind folgende Behörden nachgeordnet:
- Landesamt für Zentrale Dienste
- Finanzämter

## Organisation
Neben dem Ministerbüro und dem Büro des Bürgerbeauftragten bestehen folgende Abteilungen:
- Abteilung A: Organisation, Personal, Haushalt, Recht und IT
- Abteilung B: Steuern, Steuerpolitik
- Abteilung C: Landeshaushalt, Beteiligungen, Bund-Länder Finanzbeziehungen
- Abteilung D: Planung, Steuerung, Controlling, Revision, Geschäftsstelle Zukunftssicheres Saarland
- Abteilung E: Europa, Interregionale Zusammenarbeit, Frankreich und Frankreichstrategie
- Abteilung F: Tax Compliance System, steuerliche Problemstellungen der Landesverwaltung
- Stabsstellen
  - Stabsstelle IT-Sicherheitsmanagement und IT-Recht
  - Stabsstelle Kontrollstelle EU-Fonds (Unabhängige Stelle, Prüfdienst, Prüfbehörde)
- Beauftragte
  - Antikorruptionsbeauftrage
  - Frauenbeauftragte